# Bukellarion
Das Thema der Bukellarier (altgriechisch θέμα Βουκελλαρίων, Thema Bukellariōn), auch bekannt als Thema Bukellarion (altgriechisch Βουκελλάριον θέμα, Bukellarion Thema) war ein byzantinisches Thema im nordwestlichen Kleinasien (heutige Türkei). Es entstand in der Mitte des 8. Jahrhunderts und umfasste die antiken Landschaften  Paphlagonien, Teile Galatiens und Phrygien.

## Geschichte
Das Thema wurde nach 743, aber vor 767 von Kaiser Konstantin V. (regierte 741–775) nach dem Scheitern der Revolte des Artabasdos gegründet, des Befehlshabers im Thema Opsikion. Das Thema von Bukellarion wurde zusammen mit dem der Optimaten vom Thema Opsikion abgetrennt, um dessen Machtfülle zu beschneiden. Der Name des Themas stammt von den spätrömischen Bucellarii (griech. Bukellarioi), Elite-Kavallerie Einheiten von entweder gotischer oder römischer Herkunft, die oft als private Leibwachen dienten. Im frühen 7. Jahrhundert bildeten die Bukellarioi eine Elite-Division der Armee des Themas von Opsikion und wurden von einem eigenen Domestikos befehligt. Ein Strategos ist erstmals 767 belegt, was den spätestmöglichen Zeitpunkt der Einrichtung des Themas markiert. Sein Sitz war Ankyra, der ehemaligen Hauptstadt des  Opsikion. Er bezog einen jährlichen Sold von 30 Pfund Gold. Arabischen Geographen zufolge befehligte er etwa 8000 Soldaten. Die höfischen Würdentitel für Strategoi des bukellarischen Themas waren häufig Spatharios, seltener Protospatharios  und einmal auch Patrikios. Klaudiopolis ist der einzig bestätigte Standort einer der turmai des Themas. Obwohl es ursprünglich ein Kavallerie-Thema war (Thema Kaballarikon) besaßen die Bukellarier auch eine kleine Flotte, die im Schwarzen Meer operierte. Der "katepano der Bukellarier und Paphlagonier", dessen Siegel aus dem 10. Jahrhundert sich erhalten hat, war der Befehlshaber dieser Provinzflotte. Es gibt aber Anzeichen, dass die Flotte nur aus Handelsschiffen und nicht aus Kriegsschiffen bestand.
Ursprünglich erstreckte sich das Thema vom Schwarzen Meer zur Hochebene von Anatolien. Im Westen grenzte es an das Thema der Optimaten und an das von Opsikion im Westen, das Thema Anatolikon im Süden und das Armeniakon im Osten. Im 9. Jahrhundert, etwa 820, wurde der nordöstliche Teil zusammen mit Teilen des Armeniakon zum Thema Paphlagonien vereinigt. Durch Kaiser Leo VI. (regierte 886–912) wurde das Thema weiter verkleinert, als zwölf (süd)östliche Banda des Themas den neuen Themen (um den Tuz-See gelegen) Kappadokien und Charsianon (östlich des Halys zugeschlagen wurden). Im 9. Jahrhundert beinhaltete das Thema zwei Dörfer und 13 Festungen, im 10. Jahrhundert wird von 5 Dörfern berichtet. Das Thema bestand, bis es nach der Schlacht von Manzikert im Jahr 1071 von den Seldschuken überrannt wurde. Der Name Bukellariōn taucht als geographischer Begriff in byzantinischen Quellen bis 1263 auf.